# The Adventures of Sam & Max: Freelance Police
Приключения Сэма и Макса: Вольная полиция (англ. The Adventures of Sam & Max: Freelance Police) — американо-канадский телевизионный мультипликационный сериал, главными героями которого являются Сэм и Макс, пара полицейских на общественных началах и частных. Сэм — антропоморфный пёс, Макс — антропоморфный кролик. Сериал был создан при участии Стива Пёрселла, создатель оригинальной серии комиксов. Дебют мультфильма состоялся в октябре 1997 года на каналах Fox Kids в США и YTV в Канаде. Всего в эфир вышло 24 эпизода. В 1998 году сериал был удостоен премии Джемини в номинации «Лучший анимационный сериал». Сериал завершился в апреле 1998 года. За исключением первого и последнего эпизодов, которые имели продолжительность около 20 минут, остальные серии длились около 10 минут, и, как правило, в эфир выходили парами.

## Сеттинг
Сериал рассказывает о детективах, получающих задания от загадочного комиссара, личность которого не раскрывается. Задания, как правило, приводят их в далекие и экзотические места: на Луну, гору Олимп, центр Земли или воды лагуны Боханк, населённой мутантами. В промежутке между заданиями, герои ухитряются путешествовать во времени, охотиться на снежного человека и заниматься другими странными вещами. К праздникам приурочено несколько специальных выпусков, таких как посещение тюрьмы на Рождество и доставка искусственного сердца на День святого Валентина.

## Персонажи
- Сэм (Sam): антропоморфный пёс-детектив ростом 6 футов (183 см), одетый в костюм и шляпу в стиле нуар. Оригинальное озвучивание — Харви Аткин.
- Макс (Max) легко возбудимое «гиперкинетическое кроликовидное существо». В два раза ниже Сэма, одежды не носит. Оригинальное озвучивание — Роберт Тинклер.
- Комиссар (The Commissioner): Таинственный агент, назначающий задания Сэму и Максу и единственная их связь с каким-либо официальным органом. Оригинальное озвучивание — Дэн Хеннесси.
- Дарла «Гик» Гугенхик (Darla «The Geek» Gugenheek): учёный-подросток, помогающая Сэму и Максу. Живёт у детективов под домом в собственном «Подвале одиночества». Часто снабжает героев гаджетами и изобретениями, полезными в их приключениях. Единственный главный герой, никогда не появлявшийся в комиксах. Оригинальное озвучивание — Трэйси Мур.

## Список эпизодов
| # | Название                          | Режиссёр      | Сценарист                                      | Дата показа          |
| --- | --------------------------------- | ------------- | ---------------------------------------------- | -------------------- |
| 01 | «The Thing That Wouldn't Stop It» | Стив Уайтхауз | Дж. Д. Смит                                    | 4 октября 1997 года  |
| Непонятный монстр из холодильника Гик нападает на людей. Сэм и Макс должны найти способ его остановить! |                                   |               |                                                |                      |
| 02A | «The Second Show Ever»            | Стив Уайтхауз | Дж. Д. Смит                                    | 11 октября 1997 года |
| Сэм и Макс приходят в школу на День карьеры и ведут класс в космос, где встречают инопланетянина, планирующих уничтожить Землю. Они пытаются его остановить и одновременно дать хороший пример детям.                                        |                                   |               |                                                |                      |
| 02B | «Max's Big Day»                   | Стив Уайтхауз | Дж. Д. Смит                                    | 11 октября 1997 года |
| Сэм и Макс отправляются на остров, где морские свинки объявляют Макса «избранным». Но Макс должен расстаться с Сэмом. Сумеет ли он так поступить?                                                                                            |                                   |               |                                                |                      |
| 03A | «Bad Day on the Moon»             | Стив Уайтхауз | Стив Пёрселл                                   | 18 октября 1997 года |
| Основано на одноимённом комиксе. Сэм и Макс летят на Луну, чтобы помочь народу крыс справиться с тараканами. |                                   |               |                                                |                      |
| 03B | «They Came from Down There»       | Стив Уайтхауз | Хью Даффи                                      | 25 октября 1997 года |
| Население города превратилось в толпу рыбоподобных зомби из-за еды для морских обезьянок Мака Салмона. |                                   |               |                                                |                      |
| 04A | «The Friend for Life»             | Стив Уайтхауз | Стив Пёрселл                                   | 1 ноября 1997 года   |
| Лорна Подруга-на-Всю-Жизнь случайно упускает Безумного Трагика. Тогда она берёт его в заложники и требует, чтобы Сэм и Макс составили им компанию в доме необычных развлечений.                                                              |                                   |               |                                                |                      |
| 04B | «Dysfunction of the Gods»         | Стив Уайтхауз | Марти Айзенберг, Роберт. Н. Скир               | 18 октября 1997 года |
| Зевс и Гера поссорились. Если Сэм и Макс не помогут им помириться, пару детективов ждёт скорая старость. |                                   |               |                                                |                      |
| 05A | «Big Trouble at the Earth's Core» | Стив Уайтхауз | Боб Ардайл                                     | 25 октября 1997 года |
| Сэм и Макс отправляются к центру Земли, чтобы помешать кротам взорвать землю, понизив температуру ядра планеты, а заодно помочь им найти подружек!                                                                                           |                                   |               |                                                |                      |
| 05B | «A Glitch in Time»                | Стив Уайтхауз | Дейл Скотт                                     | 1 ноября 1997 года   |
| Макс находит часы для путешествий во времени и вместе с Сэмом отправляется в детство, чтобы изменить историю. В результате Сэм никогда не станет детективом.                                                                                 |                                   |               |                                                |                      |
| 06A | «That Darn Gator»                 | Стив Уайтхауз | Джейми Тетхэм                                  | 8 ноября 1997 года   |
| Сэм и Макс пытаются вырастить детёныша аллигатора. |                                   |               |                                                |                      |
| 06B | «We Drop at Dawn»                 | Стив Уайтхауз | Хью Даффи                                      | 20 декабря 1997 года |
| Сэм и Макс высаживаются в джунглях (в Центральном парке Нью-Йорка), чтобы разыскать ключи Комиссара. |                                   |               |                                                |                      |
| 07A | «Christmas Bloody Christmas»      | Стив Уайтхауз | Стив Пёрселл                                   | 20 декабря 1997 года |
| Сэм и Макс проводят рождество у бабушки Сэма в тюрьме строжайшего режима на Кровавом острове. Но преступники пытаются сбежать, и детективам придется их остановить.                                                                          |                                   |               |                                                |                      |
| 07B | «It's Dangly Deever Time»         | Стив Уайтхауз | Стив Пёрселл, Марти Айзенберг, Роберт. Н. Скир | 6 февраля 1998 года  |
| У Сэма и Макса сломался телевизор, и они решают воспользоваться старинным приёмником Гик. В результате оживают странные персонажи, один из которых пытается захватить город.                                                                 |                                   |               |                                                |                      |
| 08A | «Aaiiieee Robot»                  | Стив Уайтхауз | Марти Айзенберг, Роберт. Н. Скир               | 27 февраля 1998 года |
| Когда робот Мега Макс 3000 спас землю от метеорита, другой работы ему не нашлось. Тогда Сэм и Макс отправляют робота в Японию сражаться с гигантским младенцем.                                                                              |                                   |               |                                                |                      |
| 08B | «The Glazed McGuffin Affair»      | Стив Уайтхауз | Боб Ардайл                                     | 13 февраля 1998 года |
| Сэм и Макс пытаются убедить Кента Стэндида, который запретил любимые снеки детективов, изменить своё решение. Для этого они заставляют его хотя бы попробовать продукт.                                                                      |                                   |               |                                                |                      |
| 09A | «The Tell Tale Tail»              | Стив Уайтхауз | Тим Бёрнс                                      | 20 февраля 1998 года |
| По мотивам истории Франкенштейна |                                   |               |                                                |                      |
| 09B | «The Trouble with Gary»           | Стив Уайтхауз | Трейси Берна                                   | 13 февраля 1998 года |
| Сэм и Макс становятся няньками у ребёнка, способного изменять события силой мысли. Ребёнок помогает детективам в борьбе с преступностью и учится веселиться в стиле Сэма и Макса.                                                            |                                   |               |                                                |                      |
| 10A | «Tonight We Love»                 | Стив Уайтхауз | Хью Даффи                                      | 13 февраля 1998 года |
| Сэм и Макс должны доставить искусственное сердце президенту Дня святого Валентина, однако дело осложняется тем, что их автомобиль угнан влюблённой парочкой.                                                                                 |                                   |               |                                                |                      |
| 10B | «The Invaders»                    | Стив Уайтхауз | Марти Айзенберг, Роберт. Н. Скир               | 27 февраля 1998 года |
| Два крошечных инопланетянина беспрестанно пытаются уничтожить Сэма и Макса (и что бы детективы ни делали, остановить пришельцев не удаётся).                                                                                                 |                                   |               |                                                |                      |
| 11A | «Kiss Kiss, Bang Bang»            | Стив Уайтхауз | Хью Даффи                                      | 6 февраля 1998 года  |
| Сэм и Макс должны стать агентами 007, чтобы не дать лидеру T.R.U.S.S. Ларво и его фастфудным миньонам отвратительный вирус. |                                   |               |                                                |                      |
| 11B | «Little Bigfoot»                  | Стив Уайтхауз | Стив Пёрселл                                   | 4 апреля 1998 года   |
| Сэм и Макс спасают ребёнка снежного человека от участи стать помощником официанта и пытаются отправить в дикие леса, где живут его сородичи.                                                                                                 |                                   |               |                                                |                      |
| 12A | «Fools Die on Friday»             | Стив Уайтхауз | Джейми Тетхэм                                  | 4 апреля 1998 года   |
| Сэм и Макс пытаются предотвратить угон дирижабля с целью врезаться на нём в Статую Свободы. Но выясняется, что угонщик — Лорна Подруга-на-Всю-Жизнь.                                                                                         |                                   |               |                                                |                      |
| 12B | «Sam & Max vs. the Uglions»       | Стив Уайтхауз | Тим Бёрнс, Дж. Д. Смит                         | 11 апреля 1998 года  |
| Инопланетяне открывают новый ресторан «The Frying Saucer», предназначенный для людей. Сэм и Макс должны остановить инопланетян, прежде чем правительство США устроит ядерный холокост, пытаясь остановить инопланетян.                       |                                   |               |                                                |                      |
| 13 | «The Final Episode»               | Стив Уайтхауз | Дж. Д. Смит                                    | 25 апреля 1998 года  |
| Злодеи из предыдущих серий, возглавляемые Маком Салмоном, намерены убить Сэма и Макса, привязав их к бомбе и сбросив в жерло вулкана. Детективы пытаются освободиться и одолеть противников, по ходу дела вспоминая случаи из прежней жизни. |                                   |               |                                                |                      |

## Особенности сериала
- Первый эпизод сериала вышел 4 октября 1997 года, последний — 25 апреля 1998 года.
- На сайт телекомпании-производителя Nelvana указано 13 эпизодов: все серии, выходившие парами представлены как один эпизод, что соответствует трансляции в эфире.
- Сюжет и образ главного злодея в первом эпизоде The Thing That Wouldn’t Stop It является вольной пародией на фильм Джона Карпентера «Нечто» (1982). Есть также многочисленные ссылки на фильм «Чужие» (1986).
- Во втором эпизоде The Second Show Ever пародируются начало фильма Стэнли Кубрика «Космическая одиссея 2001 года» (1968), мультсериал «Флинтстоуны» и рассказ Редьярда Киплинга «Человек, который хотел быть королём».
- Четвёртый эпизод Bad Day on the Moon является довольно точной адаптации одноимённого комикса Стива Пёрселла.
- В девятом эпизоде A Glitch in Time пародируется рассказ Рэя Брэдбери «И грянул гром».
- В одиннадцатом эпизоде We Drop at Dawn имеются ссылки на фильм «Апокалипсис сегодня» (1979).
- Название четырнадцатого эпизода Aaiiieee Robot пародирует название цикла рассказов Айзека Азимова «Я, робот».
- Шестнадцатый эпизод The Tell Tale Tail основан на фильме «Франкенштейн Мэри Шелли» (1994).
- Семнадцатый эпизод The Trouble with Gary является пародией рассказа Джерома Биксби It’s a Good Life.
- Двадцатый эпизод Kiss Kiss, Bang Bang является пародией на фильмы о Джеймсе Бонде.
- Двадцать первый эпизод Little Bigfoot имеет ссылки на фильм «Капитан Крюк» (1991) и квест компанииLucasArts Sam & Max Hit the Road (1993).

## Другие релизы

### Видеокассеты
Избранные эпизоды сериала были выпущены в виде трёх отдельных сборников на видеокассетах компанией Sullivan Entertainment. Содержание кассет приведено в таблице.
| The Y Files                                                                                    | All Creatures Great and Small | Come Fly With Me |
| ---------------------------------------------------------------------------------------------- | --- | --- |
| - Sam & Max vs. the Uglions - The Invaders - They Came From Down There - The Trouble with Gary | - The Thing That Wouldn’t Stop It - The Second Show Ever - The Tell Tale Tail - Big Trouble at the Earth’s Core - That Darn Gator - Little Bigfoot | - Max’s Big Day - Dysfunction of the Gods - We Drop at Dawn - Bad Day on the Moon - Kiss Kiss, Bang Bang - Aaiiieee Robot |

### DVD
11 марта 2008 года сериал был издан компанией Shout! Factory на DVD. Обложку диска оформил Стив Пёрселл, в комплект также вошли три образовательных мультфильма, интервью автора идеи, небольшой ролик о компании Telltale Games (разработчике и издателе серии квестов о Сэме и Максе), галерея рисунков, Original Series Bible, флеш-мультфильм под названием Our Bewildering Universe, демоверсия игры Ice Station Santa и наклейка для диска с изображением Сэма и Макса.

### Веб-релиз
11 октября 2006 года сервис GameTap объявил, что на GameTap TV еженедельно будет публиковаться один эпизод сериала в качестве поддержке выхода игры Telltale Games Sam & Max: Season One. Эпизоды появлялись без соблюдения порядка трансляции по телеканалам. До середины июля 2008 года все серии кроме Fools Die on Friday (что, вероятно, связано с террористическими актами 11 сентября 2001 года) были бесплатно доступны для просмотра онлайн. Впоследствии эта часть сайта оказалась закрытой в связи со сменой дизайна GameTap TV. В настоящее время серии можно бесплатно посмотреть на YouTube на канале YTV Direct